# 白鬚副緋鯉
白鬚副緋鯉為輻鰭魚綱鱸形目鱸亞目鬚鯛科的其中一種，分布於西印度洋區的南非及馬達加斯加海域，棲息深度40-81公尺，體長可達22.3公分，生活在礁沙區，屬肉食性。